# Vráca
Vráca (1422 m, w starszych wydawnictwach 1368 m; też: sedlo Vráca; pol. Wrótka) – wysoko położona przełączka w Grupie Wielkiego Chocza w Górach Choczańskich w Karpatach Zachodnich, na Słowacji.
Przełączka, w formie dość głębokiego, trawiastego siodła, oddziela Mały Chocz (Malý Choč, 1465 m) na południu od głównego szczytu masywu, Wielkiego Chocza (Veľký Choč, 1608 m) na północy. Znad przełęczy w kierunku Wielkiego Chocza ciągną się rozległe zarośla kosodrzewiny.
Nazwa słowacka nie jest jasna, pochodzi być może od słów vráť sa! (pol. wróć się!; zawróć!), co miałoby stanowić jakby ostatnie ostrzeżenie dla wędrowca wkraczającego tu w niebezpieczne, skaliste partie góry. Nazwa polska nawiązuje do formy samej przełęczy i ukształtowania terenu wokół niej.
Przez przełęcz przechodzi czerwono  znakowany szlak turystyczny z miejscowości Lúčky na szczyt Wielkiego Chocza.
Pod samą przełączką, ok. 10 m w bok od szlaku, na skale znajduje się skromna tablica pamiątkowa poświęcona Stanko Kubali, 19-letniemu pilotowi szybowcowemu z Rużomberku, który rozbił się tu 15 lipca 1980 r. Przez wiele lat po wypadku na przełęczy tkwiła część usterzenia jego szybowca. Obecnie jego fragment wieńczy skałkę z tablicą.